# Карл-Гайнріх фон Ґроддек
Карл-Гайнріх фон Ґроддек (нім. Karl-Heinrich von Groddeck, 19 липня 1936 — 14 грудня 2011) — німецький академічний веслувальник.
Олімпійський чемпіон 1960 року в складі вісімки, срібний призер 1956 (розпашні двійки зі стерновим), 1964 (вісімки) років.
Чемпіон світу 1962 року в складі вісімки.
Чемпіон Європи 1956 (розпашні двійки зі стерновим), 1957 (розпашні двійки зі стерновим), 1959 (вісімки), 1963, 1964 років у складі вісімки.